# Samosa

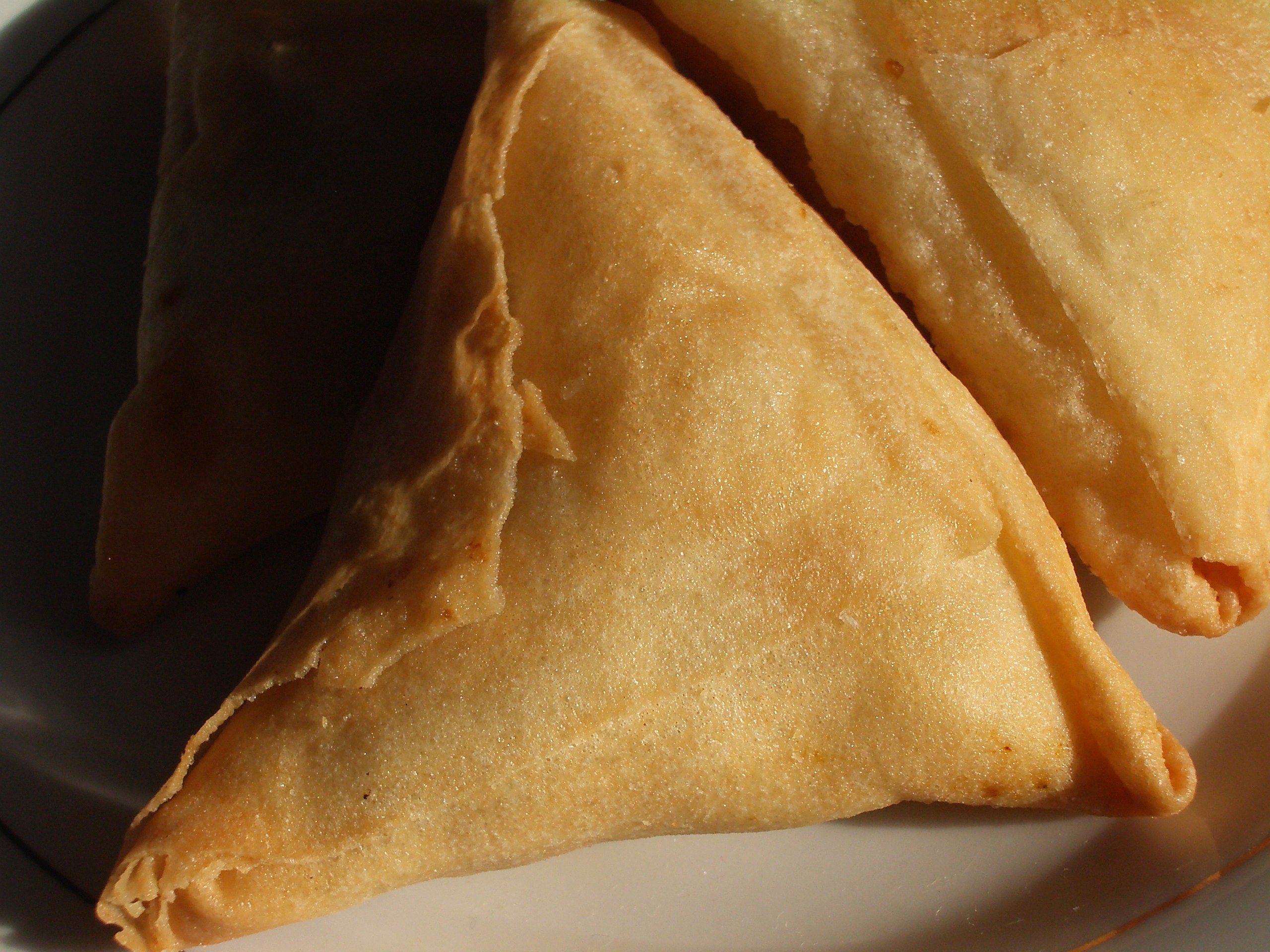
Samosa

Samosas (devanagari: समोसा, samosā; sau सामोसा, sāmosā; portugheză: chamuça) sunt produse de patiserie din India și Pakistan, umplute cu diverse ingrediente.
Aluatul este adesea un amestec tradițional de apă cu făină de grâu, umplut apoi cu mâncare gătită sau fiartă. Samosas sunt umplute cu curry de legume, orez și cartofi, precum și carne tocată sau pește. Acestea vor fi îmbinate în triunghiuri și prăjite in grăsime încinsă. 
Ele sunt adesea servite ca aperitiv sau pe stradă ca fast food.

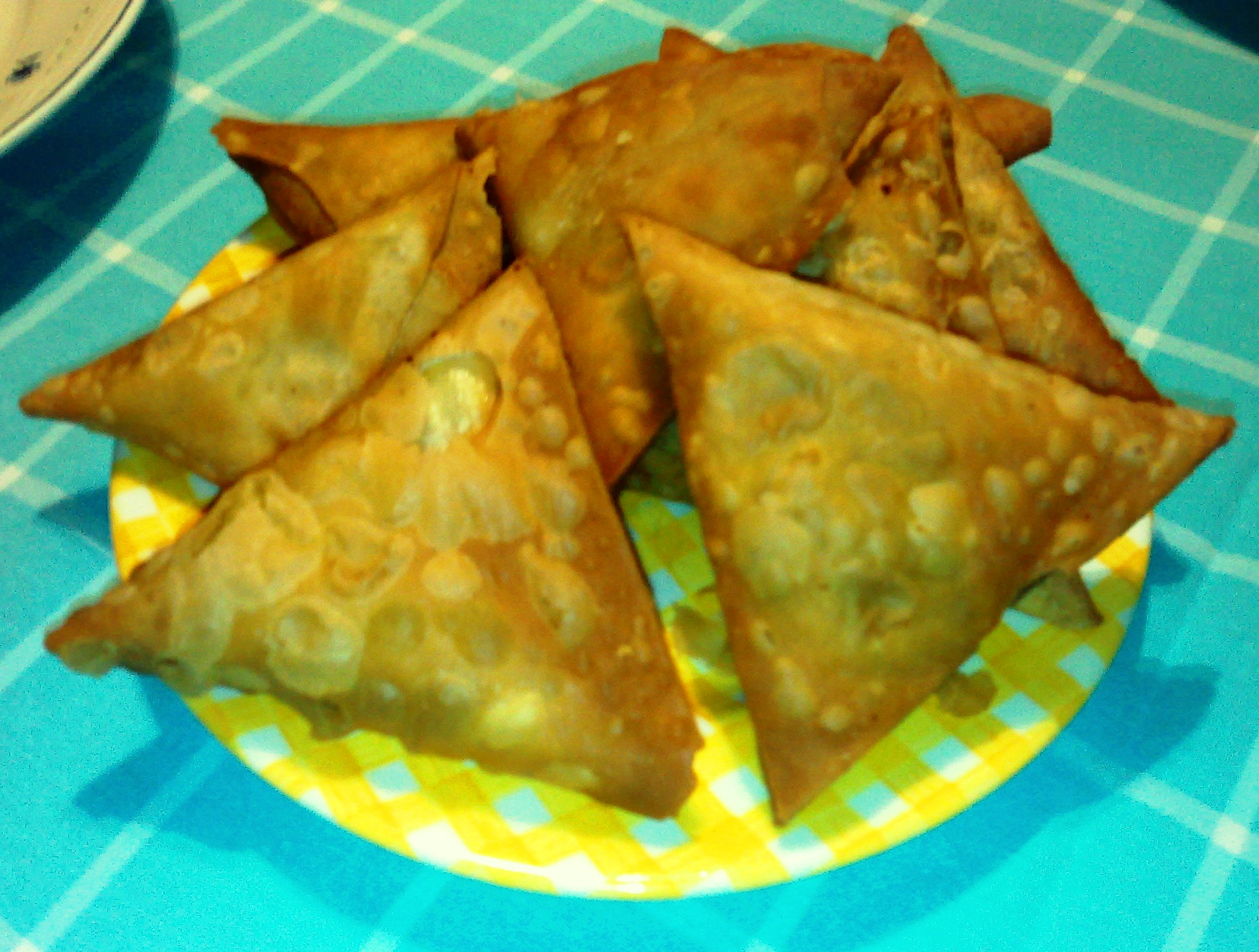
Chamuça din Goa